# Friedrich Leo

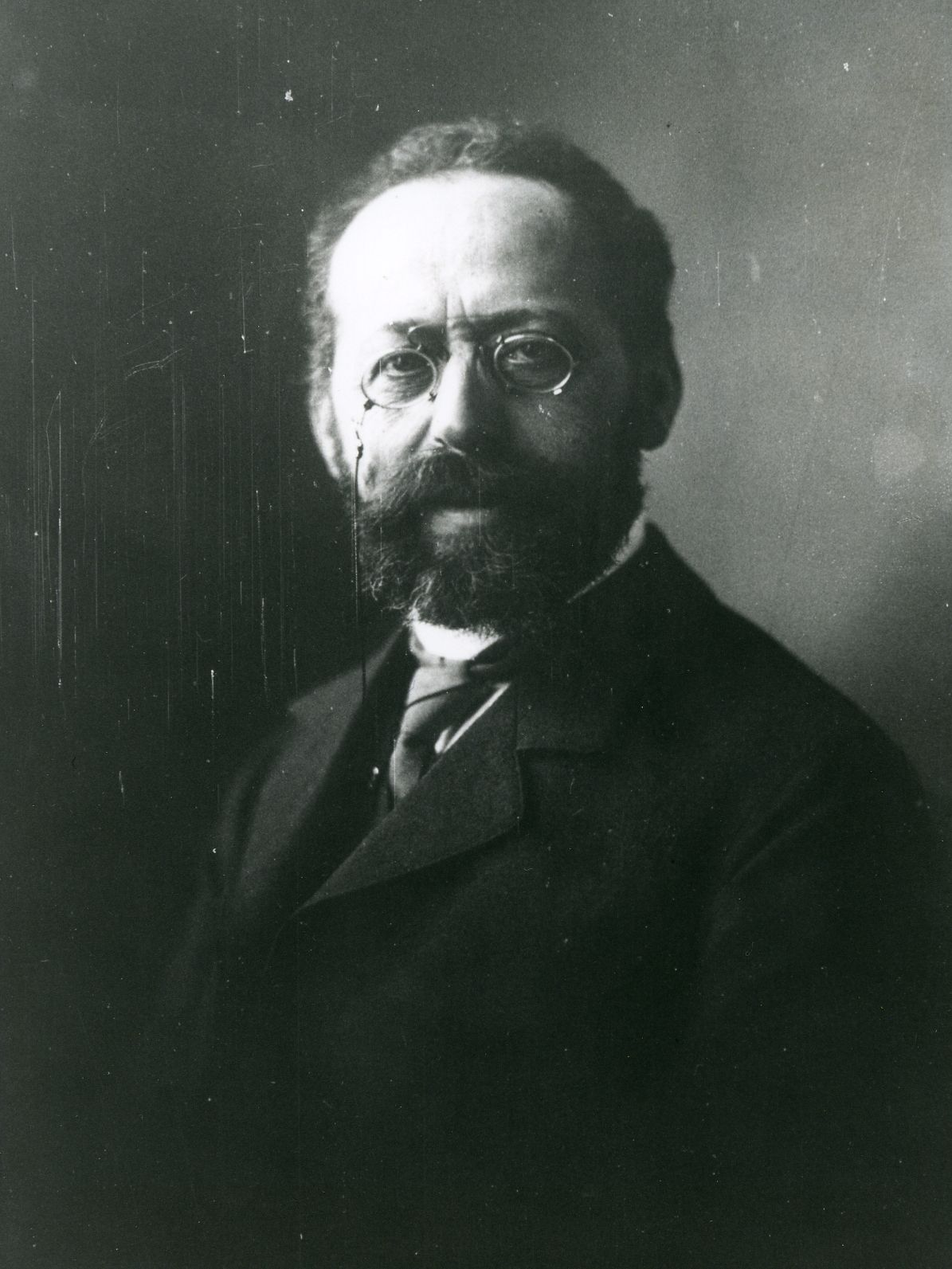
Friedrich Leo.

Friedrich Leo, född den 10 juli 1851 i Regenwalde, Pommern, död den 15 januari 1914 i Göttingen, var en tysk filolog.
Leo blev 1877 docent vid Bonns universitet, 1881 professor i Kiel samt senare efter vartannat i Rostock, Strassburg och (från 1889) i Göttingen. Han var en av sin tids främsta representanter för den klassiska, särskilt den latinska, filologin. Som lärare var Leo synnerligen uppburen; hans föreläsningar var mycket talrikt besökta. Bland hans lärjungar märks Eduard Fraenkel, som en tid innehade hans lärostol i Göttingen.
Bland hans många arbeten kan nämnas textkritiska upplagor av Senecas tragedier (1878-1879), Venantius Fortunatus (1881); dikten Culox (1891) samt Plautus (1895-1896); Plautinische Forschungen (1895); monografierna Die griechisch-römische Biographie (1901), Der saturnische Vers (1905), Der Monolog im Drama (1908) med flera liksom ett betydande antal uppsatser, de flesta införda i den av honom tillsammans med Carl Robert redigerade tidskriften "Hermes, Zeitschrift für classische Philologie".